# Руководители флота Украины
Ниже представлен список глав Украинского флота. Воинская должность в различные годы называлась по-разному, как и высший орган военного управления, отвечающего за флот государства. Воинские звания руководителей военных ведомств представлены на момент ухода с соответствующей должности.

## УНРиУкраинская держава
| Командующие Украинским флотом       | Командующие Украинским флотом       | Командующие Украинским флотом                           | Командующие Украинским флотом                           | Командующие Украинским флотом               | Командующие Украинским флотом               | Командующие Украинским флотом        | Командующие Украинским флотом        | Командующие Украинским флотом       | Командующие Украинским флотом       |
| Портрет                             | Портрет                             | Имя                                                     | Имя                                                     | Сроки пребывания в должности                | Сроки пребывания в должности                | Звание                               | Звание                               |                                     |                                     |
|                                     |                                     | Михаил Павлович Саблин                                  | Михаил Павлович Саблин                                  | 29 апреля (12 мая) 1918 — 1 (14) мая 1918   | 29 апреля (12 мая) 1918 — 1 (14) мая 1918   | Военмор                              | Военмор                              |                                     |                                     |
|                                     |                                     | Михаил Михайлович Остроградский                         | Михаил Михайлович Остроградский                         | 1 (14) мая 1918 — 29 июля (11 августа) 1918 | 1 (14) мая 1918 — 29 июля (11 августа) 1918 | Контр-адмирал                        | Контр-адмирал                        |                                     |                                     |
|                                     |                                     | Вячеслав Евгеньевич Клочковский                         | Вячеслав Евгеньевич Клочковский                         | 29 июля (11 августа) 1918 — ноябрь 1918     | 29 июля (11 августа) 1918 — ноябрь 1918     | Контр-адмирал                        | Контр-адмирал                        |                                     |                                     |
| Морские министры Украинской Державы | Морские министры Украинской Державы | Морские министры Украинской Державы                     | Морские министры Украинской Державы                     | Морские министры Украинской Державы         | Морские министры Украинской Державы         | Морские министры Украинской Державы  | Морские министры Украинской Державы  | Морские министры Украинской Державы | Морские министры Украинской Державы |
| Портрет                             | Портрет                             | Имя                                                     | Имя                                                     | Сроки пребывания в должности                | Сроки пребывания в должности                | Звание                               | Звание                               |                                     |                                     |
|                                     |                                     | Андрей Георгиевич Покровский                            | Андрей Георгиевич Покровский                            | 14 (27) ноября 1918 — декабрь 1918          | 14 (27) ноября 1918 — декабрь 1918          | Адмирал Украинского Державного Флота | Адмирал Украинского Державного Флота |                                     |                                     |
|                                     |                                     | Николай Лаврентьевич Максимов (Исполняющий обязанности) | Николай Лаврентьевич Максимов (Исполняющий обязанности) | декабрь 1918                                | декабрь 1918                                | Контр-адмирал                        | Контр-адмирал                        |                                     |                                     |
| ----------------------------------- | ----------------------------------- | ------------------------------------------------------- | ------------------------------------------------------- | ------------------------------------------- | ------------------------------------------- | ------------------------------------ | ------------------------------------ | ----------------------------------- | ----------------------------------- |

## Украина
| Командующие ВМС Украины | Командующие ВМС Украины | Командующие ВМС Украины                                  | Командующие ВМС Украины                                  | Командующие ВМС Украины          | Командующие ВМС Украины          | Командующие ВМС Украины       | Командующие ВМС Украины       | Командующие ВМС Украины | Командующие ВМС Украины |
| Портрет                 | Портрет                 | Имя                                                      | Имя                                                      | Сроки пребывания в должности     | Сроки пребывания в должности     | Звание                        | Звание                        |                         |                         |
|                         |                         | Борис Борисович Кожин                                    | Борис Борисович Кожин                                    | 8 апреля 1992 — 8 октября 1993   | 8 апреля 1992 — 8 октября 1993   | Вице-адмирал                  | Вице-адмирал                  |                         |                         |
|                         |                         | Владимир Герасимович Безкоровайный                       | Владимир Герасимович Безкоровайный                       | 8 октября 1993 — 28 октября 1996 | 8 октября 1993 — 28 октября 1996 | Вице-адмирал                  | Вице-адмирал                  |                         |                         |
|                         |                         | Михаил Брониславович Ежель                               | Михаил Брониславович Ежель                               | 28 октября 1996 — 20 мая 2003    | 28 октября 1996 — 20 мая 2003    | Адмирал                       | Адмирал                       |                         |                         |
|                         |                         | Игорь Владимирович Князь                                 | Игорь Владимирович Князь                                 | 21 мая 2003 — 23 марта 2006      | 21 мая 2003 — 23 марта 2006      | Вице-адмирал                  | Вице-адмирал                  |                         |                         |
|                         |                         | Игорь Иосифович Тенюх                                    | Игорь Иосифович Тенюх                                    | 23 марта 2006 — 17 марта 2010    | 23 марта 2006 — 17 марта 2010    | Адмирал                       | Адмирал                       |                         |                         |
|                         |                         | Виктор Владимирович Максимов                             | Виктор Владимирович Максимов                             | 18 марта 2010 — 26 июля 2012     | 18 марта 2010 — 26 июля 2012     | Адмирал                       | Адмирал                       |                         |                         |
|                         |                         | Юрий Иванович Ильин                                      | Юрий Иванович Ильин                                      | 27 июля 2012 — 19 февраля 2014   | 27 июля 2012 — 19 февраля 2014   | Адмирал                       | Адмирал                       |                         |                         |
|                         |                         | Денис Валентинович Березовский                           | Денис Валентинович Березовский                           | 1 — 2 марта 2014                 | 1 — 2 марта 2014                 | Контр-адмирал                 | Контр-адмирал                 |                         |                         |
|                         |                         | Сергей Анатольевич Гайдук (исполняющий обязанности)      | Сергей Анатольевич Гайдук (исполняющий обязанности)      | 2 — 7 марта 2014                 | 2 — 7 марта 2014                 | Вице-адмирал                  | Вице-адмирал                  |                         |                         |
|                         |                         | Сергей Анатольевич Гайдук                                | Сергей Анатольевич Гайдук                                | 7 марта 2014 — 15 апреля 2016    | 7 марта 2014 — 15 апреля 2016    | Вице-адмирал                  | Вице-адмирал                  |                         |                         |
|                         |                         | Игорь Александрович Воронченко (исполняющий обязанности) | Игорь Александрович Воронченко (исполняющий обязанности) | 25 апреля 2016 — 2 июля 2016     | 25 апреля 2016 — 2 июля 2016     | Генерал-лейтенант ВМС Украины | Генерал-лейтенант ВМС Украины |                         |                         |
|                         |                         | Игорь Александрович Воронченко                           | Игорь Александрович Воронченко                           | 2 июля 2016 — 11 июня 2020       | 2 июля 2016 — 11 июня 2020       | Адмирал                       | Адмирал                       |                         |                         |
|                         |                         | Алексей Леонидович Неижпапа                              | Алексей Леонидович Неижпапа                              | c 11 июня 2020                   | c 11 июня 2020                   | Контр-адмирал                 | Контр-адмирал                 |                         |                         |
| ----------------------- | ----------------------- | -------------------------------------------------------- | -------------------------------------------------------- | -------------------------------- | -------------------------------- | ----------------------------- | ----------------------------- | ----------------------- | ----------------------- |